# Aloe brevifolia
Aloe brevifolia ist eine Pflanzenart der Gattung der Aloen in der Unterfamilie der Affodillgewächse (Asphodeloideae). Das Artepitheton brevifolia leitet sich von den lateinischen Worten brevis für ‚kurz‘ sowie -folius für ‚beblättert‘ ab.

## Beschreibung

### Vegetative Merkmale
Aloe brevifolia wächst stammlos, ist sprossend und bildet dichte Klumpen. Die 30 bis 40 lanzettlich-deltoiden Laubblätter bilden dichte Rosetten. Ihre glauke Blattspreite ist 6 Zentimeter lang und 2 Zentimeter breit. Auf der Blattunterseite befinden sich einige weiche Dörnchen die in einer Mittellinie angeordnet sind oder sie sind unregelmäßig im oberen Drittel verteilt. An der Blattspitze sitzt ein fester Enddorn. Die weißlichen Zähne am Blattrand sind 2 bis 3 Millimeter lang und stehen 10 Millimeter voneinander entfernt.

### Blütenstände und Blüten
Der einfache Blütenstand erreicht eine Länge von 40 Zentimetern. Die ziemlich dichten, konischen Trauben sind 15 Zentimeter lang und 7 Zentimeter breit. Die eiförmig-lanzettlichen Brakteen weisen eine Länge von 15 Millimetern auf. Die hell zinnoberroten Blüten stehen an 15 Millimeter langen Blütenstielen. Die Blüten sind 38 Millimeter lang und an ihrer Basis gestutzt. Auf Höhe des Fruchtknotens weisen sie einen Durchmesser von 3 bis 4 Millimeter auf. Ihre äußeren  Perigonblätter sind nicht miteinander verwachsen. Die Staubblätter und der Griffel ragen 5 Millimeter aus der Blüte heraus.

### Genetik
Die Chromosomenzahl beträgt {\displaystyle 2n=14}.

## Systematik und Verbreitung

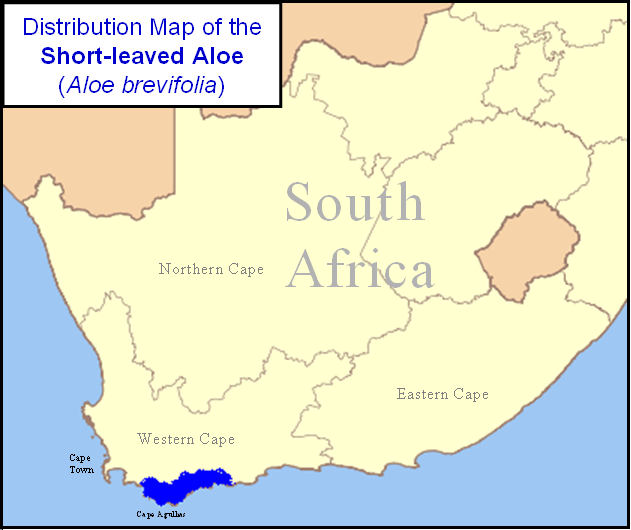
Verbreitungsgebiet

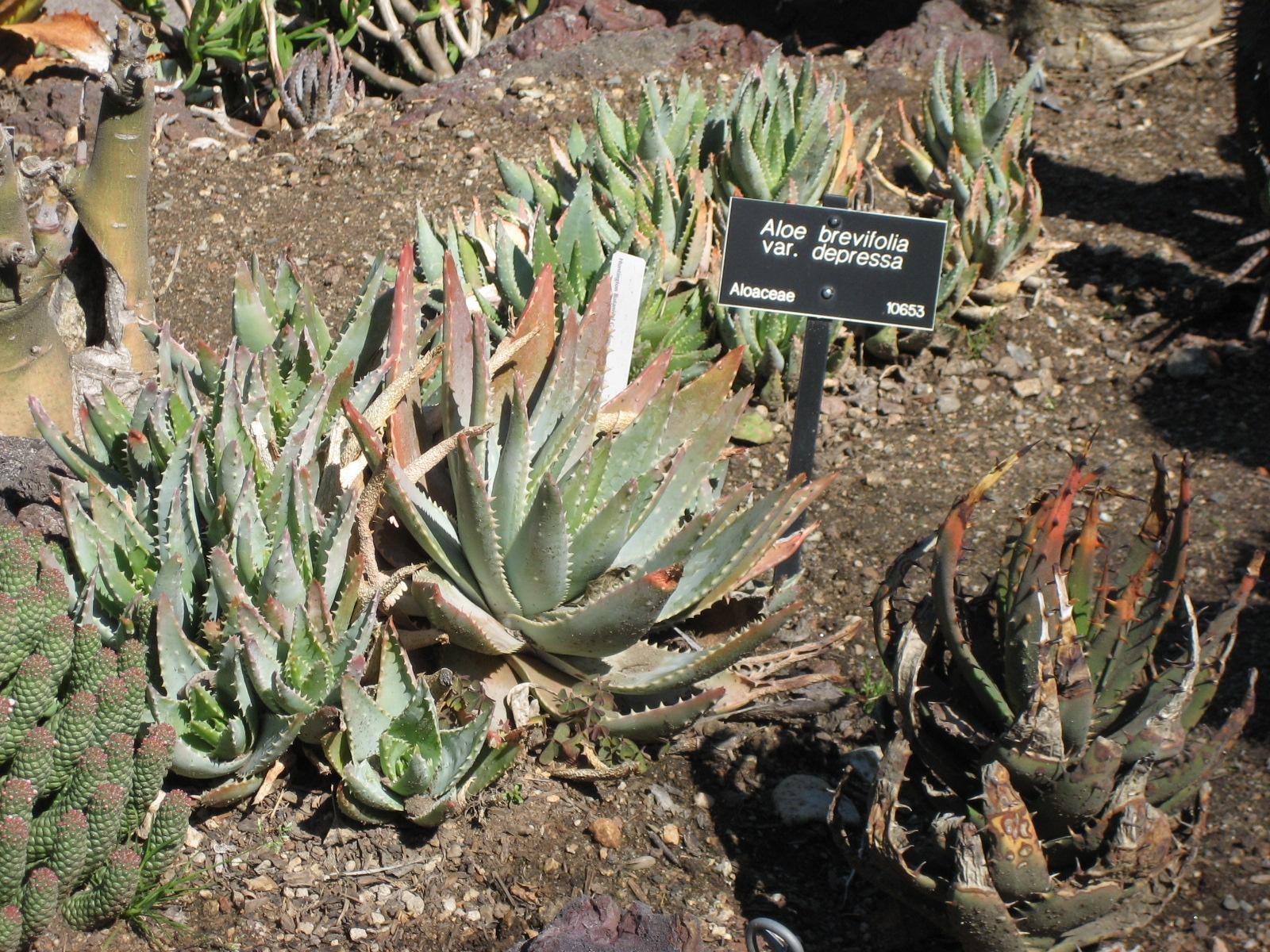
Aloe brevifolia var. depressa

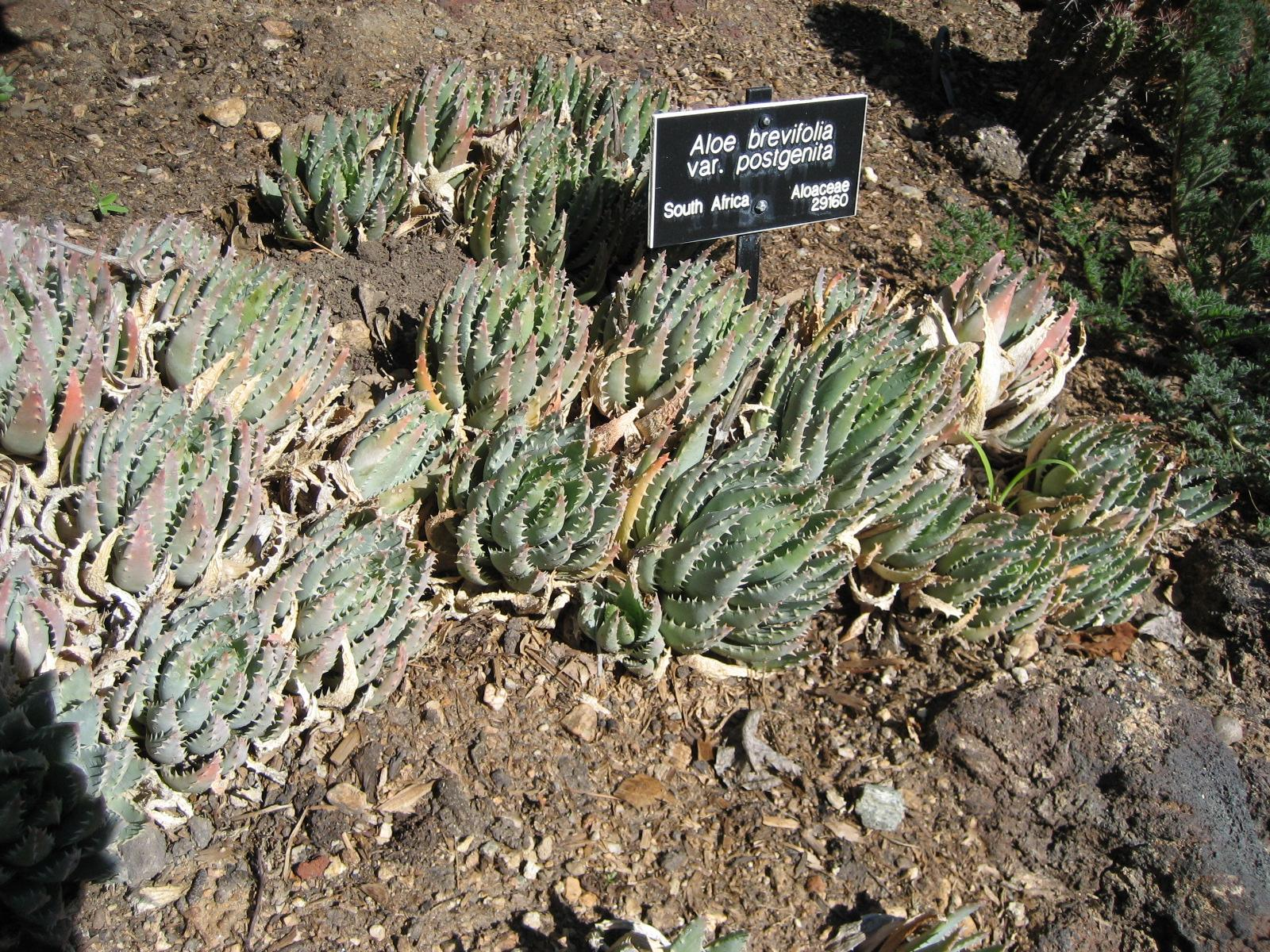
Aloe brevifolia var. postgenita

Aloe brevifolia ist in der südafrikanischen Provinz Westkap im offenen Buschland verbreitet.
Die Erstbeschreibung durch Philip Miller wurde 1768 veröffentlicht. Ein Synonym ist Aloe perfoliata var. δ L. (1753).
Es werden folgende Varietäten unterschieden:
- Aloe brevifolia var. brevifolia
- Aloe brevifolia var. depressa (Haw.) Baker
- Aloe brevifolia var. postgenita (Schult. & Schult. f.) Baker

Aloe brevifolia var. brevifolia

Ein Synonym für ist Aloe prolifera Haw. (1804).
Aloe brevifolia var. depressa

Die Unterschiede zu Aloe brevifolia var. brevifolia sind: die etwa 60 Laubblätter sind 12 bis 15 Zentimeter lang und 6 Zentimeter breit. Die Blattoberfläche ist glatt oder in der oberen Hälfte mit etwas warzigen Flecken versehen. Die Randzähne sind 2 bis 4 Millimeter lang. Der Blütenstand erreicht eine Höhe von 60 Zentimeter. Die Brakteen sind etwa 15 Millimeter lang. Die 40 Millimeter langen, feuerroten Blüten stehen an bis zu 20 Millimeter langen Blütenstielen.
Die Erstbeschreibung als Aloe depressa durch Adrian Hardy Haworth wurde 1804 veröffentlicht. John Gilbert Baker stellte die Art 1880 als Varietät zur Art Aloe brevifolia. Synonyme sind Aloe prolifera var. ζ L. (1753) sowie Aloe serra DC. (1799) und Aloe brevifolia var. serra (DC.) A.Berger (1908).
Aloe brevifolia var. postgenita

Im Unterschied  zu Aloe brevifolia var. ballii sind die Laubblätter dieser Varietät 10 bis 13 Zentimeter lang und 4 Zentimeter breit.
Die Erstbeschreibung als Aloe postgenita durch Joseph August und Julius Hermann Schultes wurde 1830 veröffentlicht. Die Art wurde 1880 ebenfalls von John Gilbert Baker als Varietät zur Art Aloe brevifolia gestellt. Ein Synonym ist Aloe prolifera var. major Salm-Dyck (1817).

## Nachweise